# Maximilian von Petrasch
Maximilian von Petrasch (Olomouc, Češka, 1668. – Fürstenau im Breslau’schen, Njemačka, 24. srpnja 1724.), časnik u habsburškoj vojsci.

## Životopis
Rođen je u Olomoucu (Olmutz) u Češkoj. Vojničku slavu stekao je poslije 30. godine. Dok je trajao ustanak Franje II. Rákóczyja (1703. – 1711.), bio je zapovjednik tvrđave u Slavonskome Brodu u činu potpukovnika. Nadzirao je habsburško - osmansku granicu na Savi i donji tok Dunava.

### Austrijsko-osmanski rat 1716. – 1718.
Kad je izbio austro-turski rat, zapovijedao je Krajinom na Savi. Godine 1716. provodi uspješan pohod, zaposjeda Bosanski Brod, Dubočac i Kobaš. Uspjeh je polučio u Bitci kod Bosanske Gradiške. Sudjeluje također u bitci kod Dervente gdje se istaknuo vojnim uspjehom pod zapovjedništvom princa Eugena Savojskoga.
Godine 1717. stekao je čin pukovnika. Ratna godina bila je uspješna. Zauzeo je 25. svibnja osmansku utvrdu Lešnicu (Lischnitza) i crtu od Šapca do Mitrovice. Oslobađanje tih teritorija od Osmanlija ojačava habsburšku poziciju te osigurava vezu s Petrovaradinom.
Nakon što je Eugen Savojski porazio velikog vezira Halil-pašu Petrasch provaljuje u Posavinu.
Neuspješno je pokušao zauzeti utvrdu u Šapcu. 
Zauzeo je važne osmanske tvrđave u Bijeljini i Rači. Drinu je prešao kod Badovinaca. U Bijeljini priprema osvojanje Zvornik. 
Opsjeo ga je u rujnu, ali bez uspjeha. Već prije, upadi habsburških postrojbi u Bosnu potkraj krajem 17. i prvih desetljeća 18. stoljeća, dali su na važnosti zvorničkoj tvrđavi, premda je bila daleko u pozadini. Zbog toga se broj dizdara u 18. stoljeću povećao s jednog na dvoje, a grad je bio popravljan i utvrđen, zbog čega je mogao odoliti austrijskim napadima. Premoćna osmanska vojska došla je opsjednutom Zvorniku u pomoć. Osmanskim postrojbama zapovijedao je ćehaja (pomoćnik bosanskog beglerbega) Ibrahim–paša.
Numan paša Ćuprilić na brzinu je opremio vojske i poslao ćehaju Ibrahim-agu put Zvornika. Petrasch je bio ranjen i uz gubitke se povukao nazad preko Save.
Neuspjeli pohod na Zvornik prouzrokovao je veliki val iseljavanja katoličkih Hrvata u Slavoniju. Osmanlijama su trebali kmetovi i u opustjela hrvatska sela naselila su grkoistočnjačke kmetove, koji su od tada većina na tim prostorima.
Tijekom mirovnih pregovora 1718. ponovno je prešao Savu te udario dolinom Bosne i oslobodio Bosanski Brod, Derventu i Doboj, a Osman-paša Trebinjac je u protunapadu vratio izgubljene gradove i natjerao Petrascheve snage nazad preko Save. Petrascheva akcija polučila je uspjeh, jer su Požarevačkim mirom izboreni za Austriju neki gradovi s južne obale Save, a granica je pomaknuta sa Save na dva sata jahanja južnije u dubinu Bosne.
Godine 1718. napreduje u karijeri. Odlukom Eugena Savojskog, koji mu je predao zapovjedništvo nad osječkom utvrdom, postaje članom carskoga povjerenstva za razgraničenje s Osmanskim Carstvom na rijeci Savi.

### Plemstvo
Godine 1721., pod njegovim zapovjedništvom dovršena je u Osijeku izgradnja utvrde (Kronenwerk) na sjevernoj obali Drave. Za sve brojne zasluge stekao je plemićki naslov. Brat Ernst Anton i on su 1722. dobili ugarski barunat i indigenat, a Maximilian je primljen u češko plemstvo. Napredovao je i u vojnoj karijeri. Došao je do čina podmaršala. I u mirnodopskom razdoblju zapovijedao je brodskom tvrđavom. Tijekom tog vremena zapovijedao i gradnjom nove brodske tvrđave sve do 1723. godine. Umro je u Fürstenauu 1724. godine.

### Erlangenski rukopis
Po teoriji Marije N. Kleut, Maksimilijan naručuje sastavljanje Erlangenskog rukopisa, najvećeg predmodernog zbornika slavenske usmene poeziju u jugoistočnoj Europi. Njegov sin Josip (Joseph von Petrasch) ga nasljeđuje te preko njega naposljetku dolazi u zbirku Sveučilišne knjižnice u Erlangenu.

## Poveznice
- Biographisches Lexikon des Kaiserthums Oesterreich: Petrasch, die Freiherren von, 1870.